# ناحیه ساون‌لینا
ناحیه ساونْلینا از سال ۲۰۰۹ زیرمجموعه‌ای از ساوونیای جنوبی و یکی از ناحیه‌ها در فنلاند است.

## شهرداری‌ها
| نشان ملی            | شهرداری              |
| ------------------- | -------------------- |
| Enonkosken vaakuna  | اینونکسکی (شهرداری)  |
| Rantasalmen vaakuna | رانتاسالمی (شهرداری) |
| Savonlinnan vaakuna | ساون‌لینا (شهر)       |
| Sulkavan vaakuna    | سولکاوا (شهرداری)    |

1. ↑  "Savonlinna sub-region". Wikipedia (به انگلیسی). 2023-03-23.